# Beilhack (Bahntechnik)

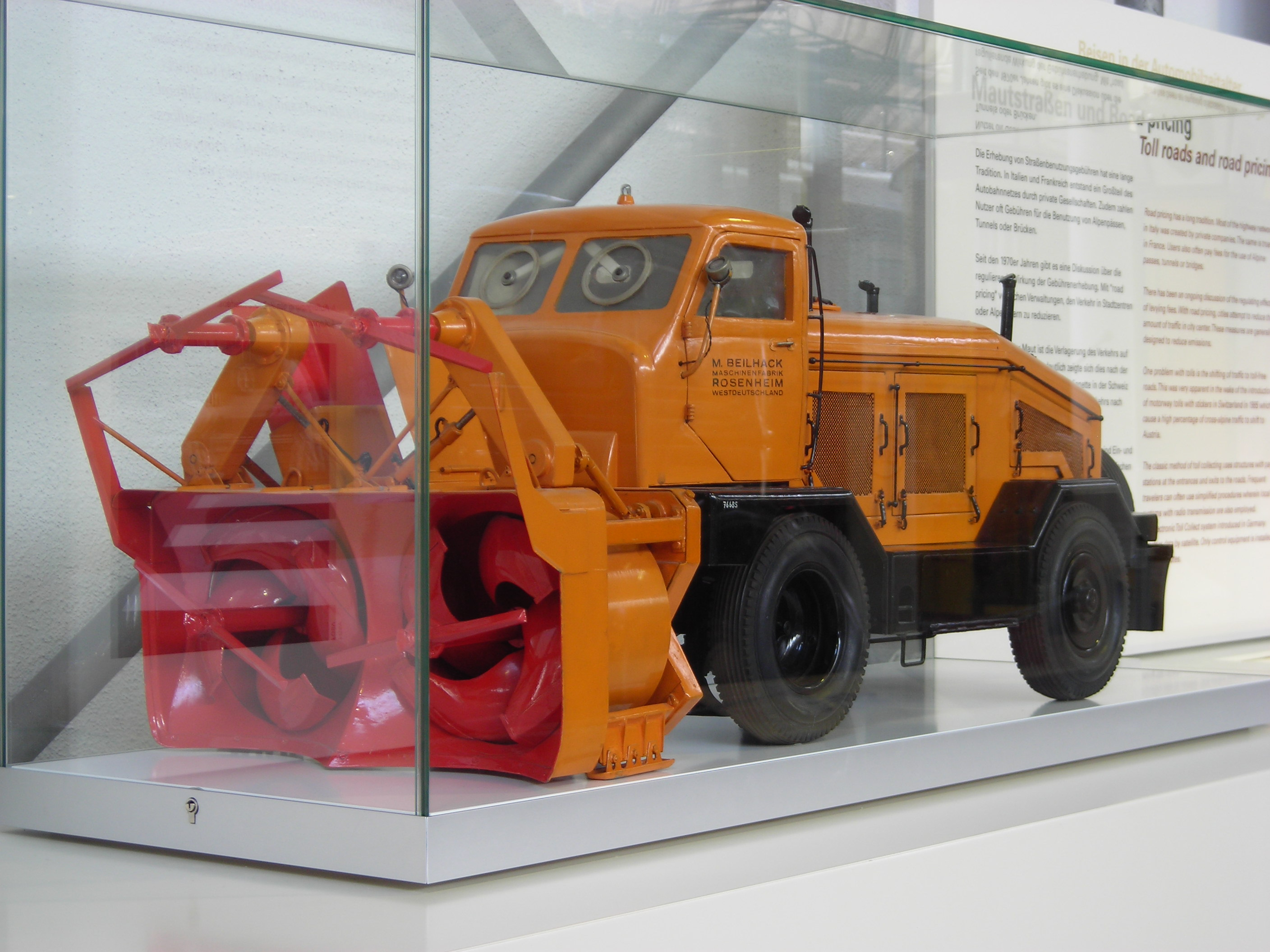
Modell Großschleuder

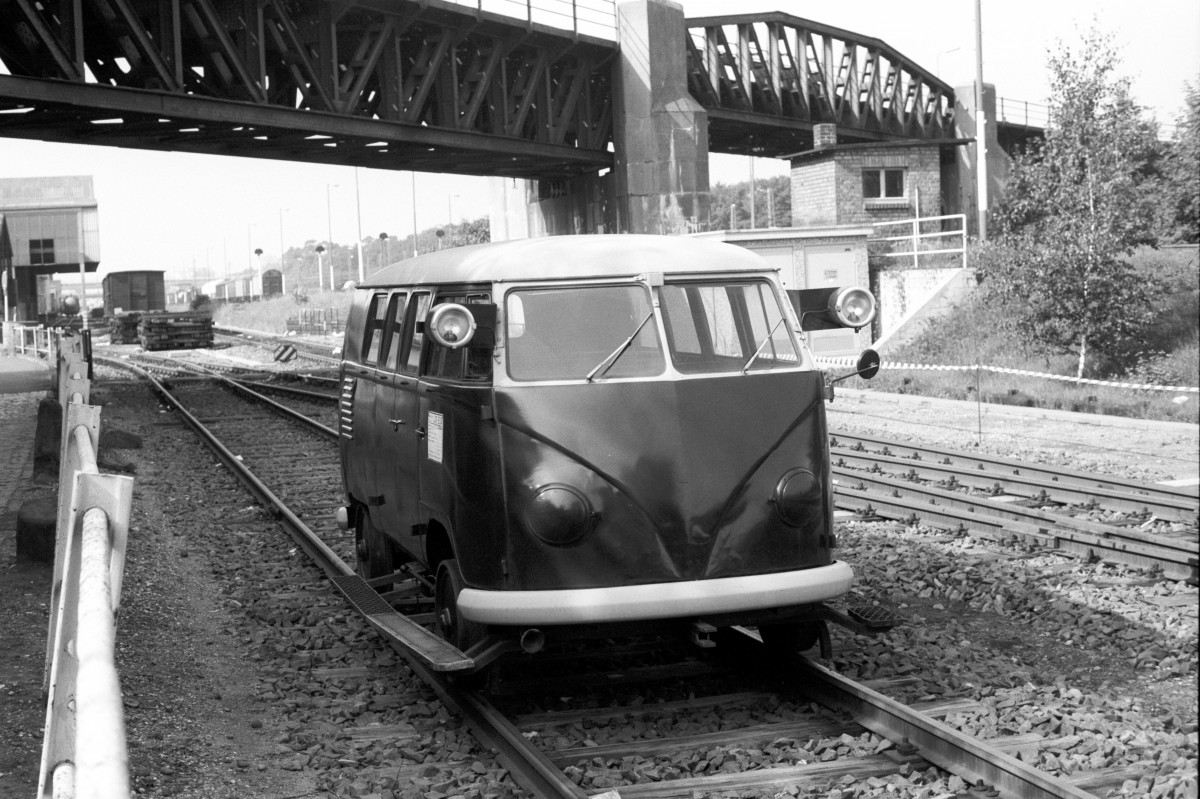
Klv 20 der Deutschen Bundesbahn

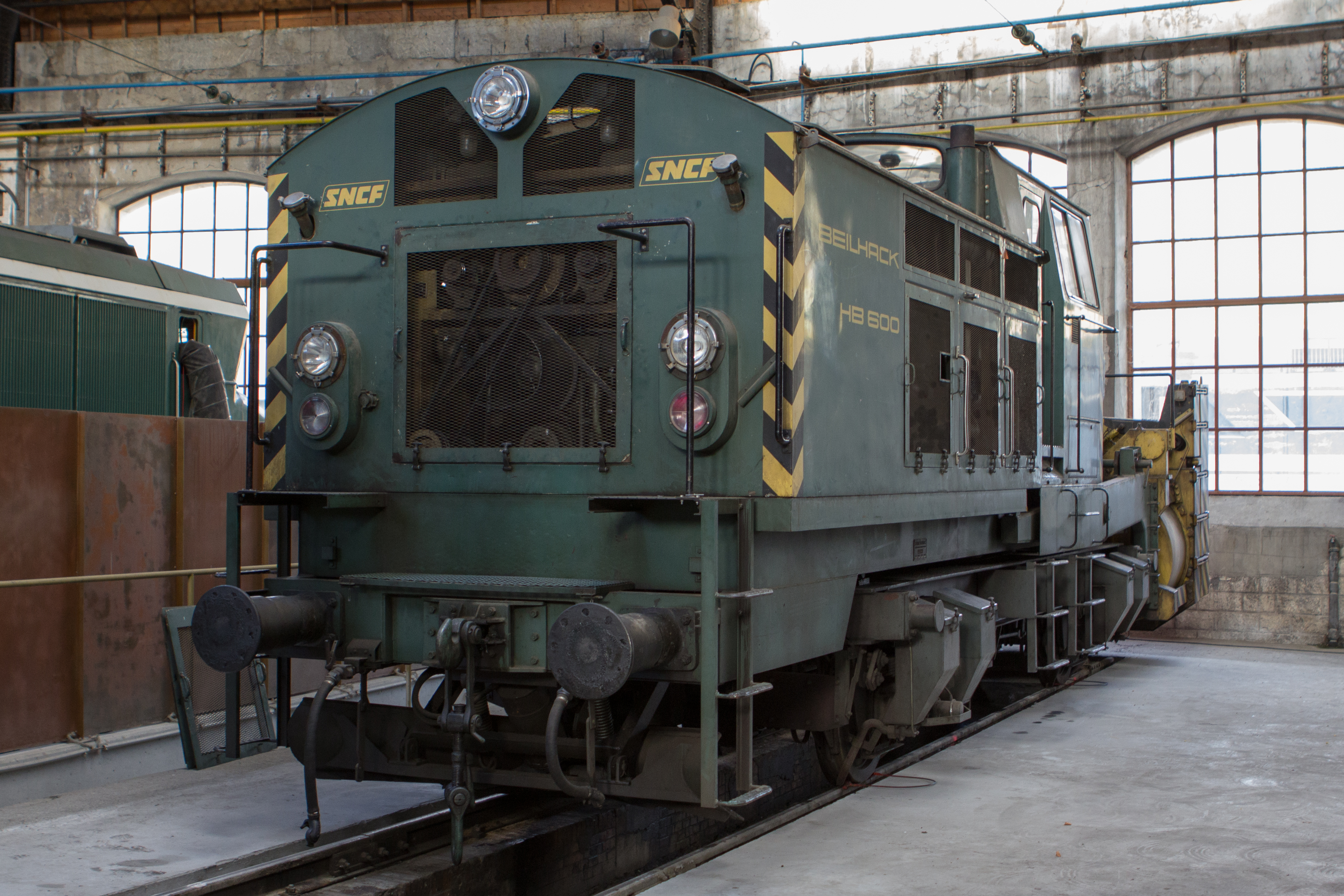
Schneeschleuder der SNCF

Die Martin Beilhack Maschinenfabrik und Hammerwerk GmbH war ein deutscher Hersteller von Schneeräumgeräten für Straße und Schiene und Zweiwegefahrzeugen mit Sitz in Rosenheim im Regierungsbezirk Oberbayern im Alpenvorland. Die Fertigung begann Mitte des 19. Jahrhunderts mit Maschinenteilen und Geräten für landwirtschaftliche Unternehmungen.

## Geschichte
Im Jahre 1857 übernahmen die Brüder Anton und Martin Beilhack in Rosenheim eine Fabrik, einschließlich Hammerwerken, Schleifmühle und Schmiede.
Die Gründung einer GmbH erfolgte im Jahre 1927. Um diese Zeit begann die Produktion von Schneeräumfahrzeugen für Straße und Schiene und in Zusammenarbeit mit der Deutschen Reichsbahn die Entwicklung und Fertigung von Motordraisinen.
Im Jahre 2001 zog die Firma nach Raubling um.  Im Jahre 2005 wurde die Beilhack Maschinenfabrik von
der Schmidt-Gruppe (Schmidt Winterdienst- und Kommunaltechnik) aus dem süddeutschen St. Blasien übernommen. Schmidt sicherte sich dadurch den Einstieg
in den schienengebundenen Räumdienst. Im Jahre 2007 wurden die Produktionsstätten nach Kiefersfelden verlegt, allerdings werden jetzt vor Ort nur noch Prototypen und Hydrauliksysteme gefertigt.
Die Produktion der schienengebundenen Räumtechnik wurde nach Polen verlagert. In Kiefersfelden verbleibt die Vertriebsfirma Beilhack Systemtechnik und Vertriebs GmbH. Schmidt wiederum fusionierte 2007 mit der schweizerischen Aebi & Co. AG Maschinenfabrik aus Burgdorf BE zur Aebi Schmidt Group.
Für die Hochleistungsschneeschleudern ihrer Bahnsparte wird auch heute noch der Name Schmidt Beilhack geführt.
Am vormaligen Standort in Rosenheim existiert auch heute noch die Vermögensverwaltungsgesellschaft Beilhack GmbH & Co KG, Rosenheim, die unter Anderen den Beilhack Businesspark vermarktet.

## Produkte
Die 1884 angemeldete Firma stellte in den 1860er Jahren mit knapp 100 Mitarbeitern Brauerei- und Brennerei-Einrichtungen, Waffen, Mühlwerke, Pressen, Pumpen, Druckwerke, Eisenbahnteile und andere Maschinenteile und landwirtschaftliche Geräte her.
In den 1920er und 1930er Jahren begann die Fertigung von Motordraisinen und Schneeräumgeräten.
Nach dem Zweiten Weltkrieg wurde der Bau patentierter Schneeräummaschinen ein Schwerpunkt der Fertigung. Weiterhin wurden Draisinen unterschiedlicher
Bauarten für die Deutsche Bundesbahn hergestellt, wie zum Beispiel die als Klv 20 bezeichnete Draisine auf der Basis eines Transporters von Volkswagen und – zusammen mit anderen Herstellern – mehrere Lose für die Bahnmeisterdraisine Klv 12
Ab Mitte der 1960er Jahre kamen vorübergehend auch Spurführungseinrichtungen für Zweiwegeeinrichtungen auf der Basis Unimog in die Produktpalette.
Der Vertrieb erfolgte durch die ZWEIWEG GmbH in Rosenheim, die später die Produktion dieses Sortiment von Beilhack vollständig übernahm.
Unverändert führt die Aebi Schmidt nach Übernahme der Firma Beilhack und Fusion mit der Aebi Maschinenfabrik nahezu das gesamte Sortiment von Beilhack im Bereich schienengebundener Schneeräumhilfen fort, von einfachen Vor- und Anbaugeräten bis hin zu selbst fahrenden Hochleistungsschneeschleudern.
Nach der Verlagerung der Produktion der Schneeschleudern ins Ausland wurden am deutschen Standort in St. Blasien nurmehr gelegentlich Beilhack Maschinen gewartet oder modernisiert.
Erstmals im Frühjahr 2019 wurde eine für die ÖBB am Standort St Blasien vollständig konzipierte und gebaute, selbst fahrende Schneeschleuder des Typ HB 1100 S (ÖBB X491.003) per Straßentransport nach Seebrugg zum Weitertransport an ihre neue Wirkungsstätte dem Betrieb übergeben. Drehgestelle steuerte die Firma Eisenbahnlaufwerke Halle ELH bei.